# Mässing

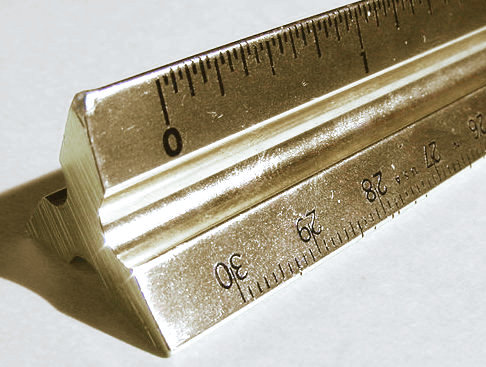
Skalstock av mässing.

Mässing, eller gulmetall, är en icke-magnetisk kopparlegering, där koppar är legerat med zink. Det kan förekomma fler legeringsämnen. 
Mässing kallades förr ibland för fattigmansguld.

## Egenskaper
Den vanligaste mässingslegeringen innehåller 63 % koppar och 37 % zink, Europabenämning CW508L, tidigare svenska benämningar SM1063 och SS5150 och kan såväl gjutas som svarvas, fräsas, djuptryckas och lödas. Till svarvning användes vanligtvis CW614N tidigare svenska benämningar SM1658 och SS5170 som innehåller något bly för att det ska bli bra spånbildning. Mässing med 85–90 % koppar (och resten zink) går vanligtvis under namnet tombak.
Mässing kan även svetsas, men detta är ovanligt. På grund av sin gulbruna färg kan den ibland förväxlas med guld. Mässing leder ström med 15 MS/m. Den leder också ljud mycket bra, 3 530 m/s (vid 18 °C). Den har en specifik värmekapacitet på 377 J/(kg K). Poissons konstant ligger för mässing på 0,37. Smältpunkten är 900–940 °C beroende på sammansättningen. Den väger 8 400 till 8 700 kilogram per kubikmeter. Mässing levereras i olika tillstånd, med följande sträckgräns (N/mm2): glödgad 10, halvhård 27, hård 26 och fjäderhård 53.
Färgen på mässing och andra zink-kopparlegeringar varierar med kopparhalten. Färgen är gul då kopparhalten ligger mellan 49 och 76 %. Över detta blir färgen gulröd, och över 87 % börjar färgen likna kopparns. Under 50 % koppar övergår metallen till att bli vitaktig, för att vid ytterligare sänkning bli gråaktig.
Mässing med hög kopparhalt är en variant av malm och används till konstföremål som t.ex. ljuskronor.
Tunna konstruktioner i mässing har en benägenhet att spricka med tiden (spänningskorrosion), framför allt i ammoniakhaltig miljö. Mässingen har låg smältpunkt och går lätt att smälta om och återanvända.
Det är lätt att tennlöda mässing.

## Användning
Mässingen, som är relativt billig, har sedan länge använts för prydnadsföremål, och kallades förr av den anledningen ”fattigmansguld”. 
Många bleckblåsinstrument tillverkas av mässing.
Gjuten mässing har tidigare använts för saxöglor.

## Mässingsvarianter
Bland olika typer av mässingslegeringar med hög kopparhalt märks Muntz metall, tombak, pinsback och prinsmetall. Den svenska tiokronan och senare även euromynt är gjorda i en mässingsliknande legering som kallas nordiskt guld och består av 89 % koppar, 5 % aluminium, 5 % zink och 1 % tenn.
Patronmässing används för framställning av patronhylsor och har en kopparhalt på 72 %.
Amiralitetsmässing, förekommer också under benämningen duranametall, vanligen med sammansättningen 65 % koppar, 30 % zink, 2 % tenn, 1,5 % aluminium och 1,5 % järn. Ett slags mässing där tenn blandats i legeringen. Blandningen gör att legeringen inte angrips av korrosion och är därför lämplig för marina ändamål. Förr användes även bly, något som idag är mycket sällsynt. Den är motståndskraftig mot kemisk inverkan och havsvatten.
Mässing för kåpor, armaturer, rörledningar med mera håller oftast en halt på 63–67 % koppar, med en tillsats av upp till 3 % bly. Varmpressad mässing har lägre kopparhalt, oftast omkring 58–60 % koppar. Mässing avsedd att valsa har oftast en kopparhalt över 63 %.
Därutöver förekommer ett flertal former av specialmässing innehållande tenn, bly, aluminium, järn, nickel, mangan, arsenik eller fosfor. Genom att tillsätta nickel i mässingslegering bildas nysilver.

## Historia

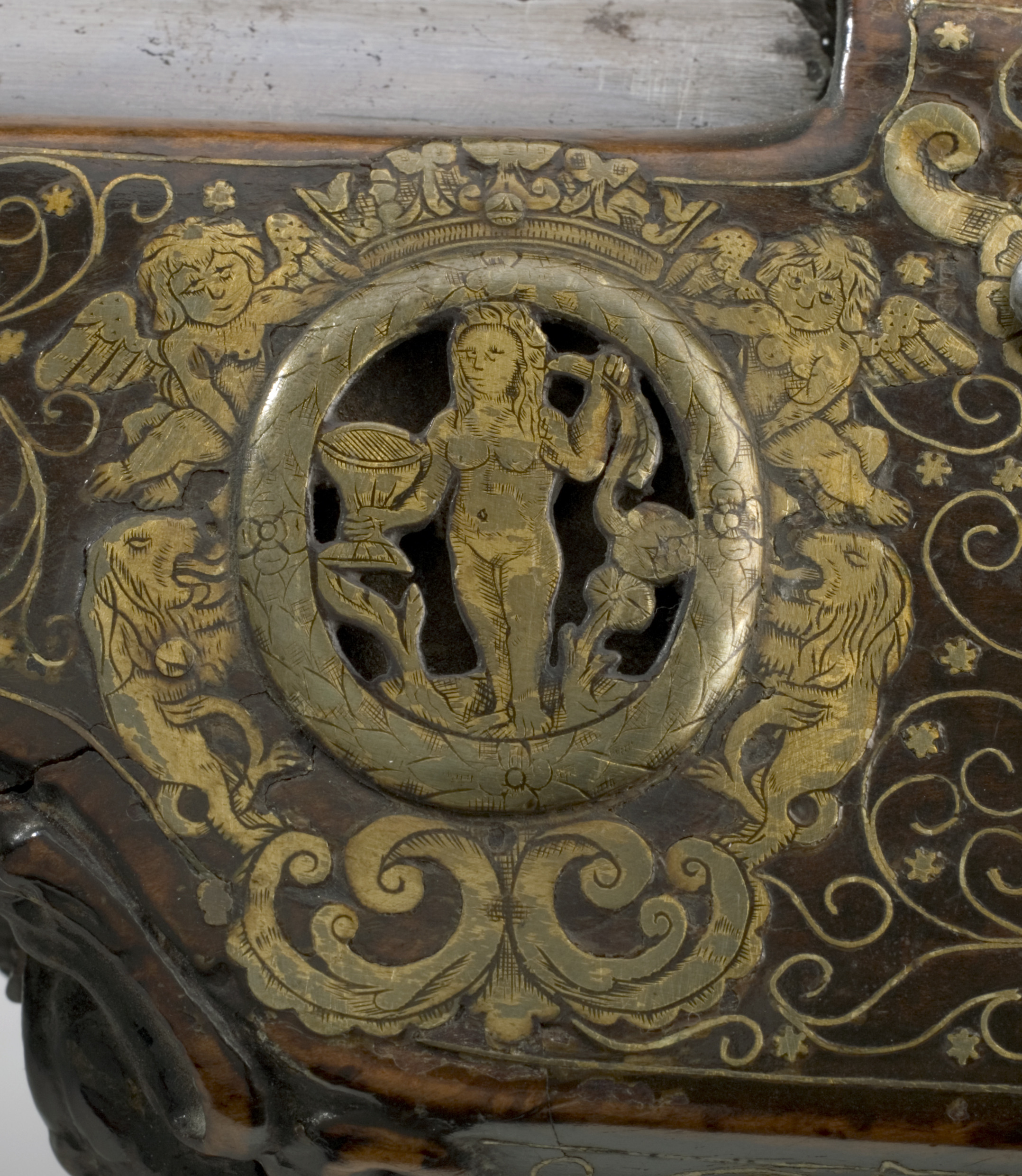
Stockdekor i mässing på tysk hjullåsstudsare, 1600-talets början. Mässingen ursprungligen förgylld, nu delvis försliten.

De äldsta spåren av koppar-zinklegeringar härrör från Kina och härrör mer än 4 000 år före kristus. Tidiga fynd härrör även från Indien och Mellanöstern. Dessa legeringar har dock i allmänhet låg zinkhalt, mellan 5 och 15 %, och troligen har de tillkommit genom att man smält zinkhaltig kopparmalm, inte som en avsiktlig legering.
Zink var länge en okänd metall. Det var de gamla grekerna som upptäckte att galmeja spelade en central roll i att framställa en koppar med mässingens egenskaper.
Efter att ha varit ur bruk i Europa gjorde mässingen sin återkomst under medeltiden  I Sverige började man tillverka mässing vid Vattholma mässingsbruk 1571.
En kemist som forskade på mässing var Johann Glauber. William Champion var en metallurg som 1738 fick patent på en mycket effektiv produktionsprocess.